# Radoszyn (stacja kolejowa w Polsce)
Radoszyn – zamknięta stacja kolejowa w Radoszynie na linii kolejowej nr 384 Sulechów – Świebodzin, w województwie lubuskim w Polsce.